# Красная Заря (Челябинская область)
Красная Заря — посёлок в Варненском районе Челябинской области России. Входит в состав Новоуральского сельского поселения.

## История
В 1963 году указом Президиума Верховного Совета РСФСР посёлок Новотолстинский получил наименование Красная Заря.

## Население
| 2002 | 2010 |
| ---- | ---- |
| 266  | ↘226 |